# Juergen Seuss
Juergen Seuss (* 21. Dezember 1935 in Leipzig; † 21. April 2023 in Assenheim, Ortsteil von Niddatal, Hessen) war ein deutscher Buchgestalter, Verleger, Autor, Typograf und Hochschullehrer. Er war mehrere Jahrzehnte für die Büchergilde Gutenberg tätig und wurde mit dem Gutenberg-Preis der Stadt Leipzig geehrt.

## Leben
Juergen Seuss wuchs gegen und nach Ende des Zweiten Weltkrieges in Leipzig auf. Er erlebte die schweren Bombardierungen der ‚Buchstadt‘, bei denen auch Millionen Bände verbrannten, deren „Stöhnen und Ächzen, […] Brechen, Wölben und ‚Schreien‘“ er nie vergessen konnte. Ausgiebiges Lesen, sowohl von Klassikern wie von Trivialliteratur, bedeutete für ihn nach dem Krieg „inmitten der Trümmer und des allgegenwärtigen Todesmoders […], den Ungenauigkeiten der Tage und der Finsternis zu entfliehen.“ Angeregt durch einen Schulausflug zur Druckerei Breitkopf & Härtel, einem der bekanntesten graphischen Betriebe Leipzigs, begann er eine Lehre als Drucker bei der Werk- und Kunstbuchdruckerei Offizin Friedrich Richter (Industriepalast Leipzig) – auch da ihm wegen „nichtproletarischer“ Eltern ein höherer Bildungsweg erschwert war. Seuss qualifizierte sich letztlich sowohl als Setzer wie auch Drucker, als sogenannter „Schweizerdegen“, schon damals spezialisiert auf Kunstbücher.
1953 wurde er wegen hervorragender Leistungen an die Ingenieurschule Otto Grotewohl (heute Teil der HTWK Leipzig) delegiert und studierte dort Polygraphie. Im August 1956 trat er als Betriebsassistent in den Verlag Wilhelm Knapp (ab 1957: fotokino verlag) im nahen Halle ein, in dem er u. a. mit Helmut Bähring zusammenarbeitete. Gestalterisch gewagtere, am Bauhaus orientierte Publikationen des Verlages, an denen Seuss als typografischer Gestalter beteiligt war, führten zu scharfen kunstpolitischen Angriffen (Vorwurf des „Diskussions-Naturalismus“, siehe auch Formalismusdebatte). Mehrere Monate wiederholter politischer Befragungen schlossen sich an.
Seuss siedelte daher 1959 in die BRD über. Am 26. April überschritt er in Berlin-Zehlendorf die Grenze, indem er eine Dienstreise zur DEFA nach Babelsberg nutzte. Wenige Tage später gelangte er nach Frankfurt am Main, wo er nach einigen Wochen (und einem Vorstellungsgespräch bei Rudolf Hirsch) Arbeit beim S. Fischer Verlag fand.
Dies blieb ein Zwischenspiel. Seuss bekam ein Angebot der Büchergilde Gutenberg, einer aus dem Gewerkschaftsmilieu der Zwischenkriegszeit hervorgegangenen Buchgemeinschaft, die sich dem künstlerisch hochwertigen Buch verschrieben hat und damals von Helmut Dreßler, dem Sohn des Gründers, geleitet wurde. Zum Oktober 1959 begann er mit nur 23 Jahren dort als Hersteller und Typograph zu arbeiten. Sie schien ihm eine „‚Burg‘, ein geschlossener Kreis von Leuten, die sich einer Idee verpflichtet fühlten, mit der ich mich gut identifizieren konnte“. 1960 wurde erstmals eins seiner Werke als Schönstes Buch ausgezeichnet, eine Ausgabe von John Steinbecks Roman Straße der Ölsardinen.
Seuss nahm die gesellschaftlichen Umbrüche und Debatten der 1960er und 1970er intensiv wahr, u. a. die Texte der sogenannten Frankfurter Schule. Damals „dachten wir an nichts anderes als nur daran, daß wir es richtig und recht machten[;] es sollte mehr sein als nur der Konflikt der einen Generation mit einer anderen. […] Irgendwie war in allem die Sehnsucht nach dem neuen Menschen enthalten.“ Als Reaktion auf einen „denunzierenden“ deutschen Fernsehbericht über die englische Beat-Jugend erschien 1965 Beat in Liverpool, das die dortige Subkultur erstmals ausführlich in Buchform darstellte und zu einem großen Erfolg geriet. Seuss meinte später darüber: „Wie bei keinem anderen Buch zuvor gewann ich die feste Überzeugung, daß es mir gelungen war, dem Inhalt eine adäquate Form zu geben.“ Die 70er Jahre waren von zahlreichen Reisen und parallelen Projekten geprägt, regelmäßig nach London und Liverpool, aber auch nach Paris, Wien, Zürich, New York, Tokio. Für Seuss selbst stach zu dieser Zeit François Villons Großes Testament unter seinen Werken heraus, das ihm den Kontakt zu Gertrude Degenhardt erschloss. Neben seiner buchgestalterischen Arbeit verfasste er zu dieser Zeit auch kleinere Erzählungen, Aufsätze und zahlreiche Gedichte.
1980 gründete Seuss den BrennGlas Verlag Assenheim, zunächst mit der literarischen Zeitschrift Das Brennglas. Beispielhaft für sein persönliches Netzwerk beteiligten sich an der ersten Nummer: Ludwig Harig, Gerhard Zwerenz, Karlhans Frank, Gerold Dommermuth, Karl Corino, Herbert Heckmann, sowie mit Zeichnungen A. Paul Weber, Klaus Böttger, Günter Stiller und Sascha Juritz. In der Folge erschienen zahlreiche hochwertig gestaltete Titel zu Literatur, Kunst und Gesellschaft.
1984 endete die Anstellung bei der Büchergilde, der aber noch fünf weitere Jahre freie Mitarbeit folgten. Diese fast 30-jährige Tätigkeit bezeichnete Seuss als seine „Lebenskernzeit“. 1985 erhielt er eine Professur für Buchkunst an der Hochschule für Angewandte Wissenschaften (HAW) in Hamburg, die er bis 2000 innehatte. 1992 erhielt er den Gutenberg-Preis seiner Geburtsstadt Leipzig. In den 1990ern arbeitete er zudem intensiv mit dem Leipziger Verlag Faber & Faber zusammen. So betreute er als Gestalter deren Buchreihen DDR-Bibliothek und Erstlingswerke deutscher Autoren des 20. Jahrhunderts. Einen Höhepunkt seines Spätwerkes bildet der monumentale Band Vom Ornament zur Linie (2000), zur Ästhetik des frühen Insel-Verlags.
Seuss war mit der Grafikerin und Buchhändlerin Nanna Seuss, geb. Jäger, verheiratet, die er an der HAW kennenlernte.

## Verfasste Werke (Auswahl)
- Gedichte. In: Victor Otto Stomps (Hrsg.): Kleines Lyrik-Alphabet. Stierstadt: Eremitenpresse 1963.
- J.S., Gerold Dommermuth, Hans Maier: Beat in Liverpool. Frankfurt am Main: Büchergilde Gutenberg 1966. [Als Schönstes Buch ausgezeichnet.]
- Günter Schindler, J.S.: Prag. Ein Bildband. Frankfurt am Main (u. a.): Büchergilde Gutenberg 1967.
- J.S., Gerold Dommermuth, Hans Maier: London scene. Frankfurt am Main: Büchergilde Gutenberg 1969.
- Der Gedanke breitet schnell seine grünen Flügel aus. Pawel Pan Presse, Dreieich 1979, ISBN 978-3-921454-20-6.
- Die Stadt. 12 Radierungen. Zeichnungen von Volker Sammet, Texte von J.S. Assenheim: Brennglas 1982.
- Typo und Typografie. Sehr persönliche Ansichten zu einem Phänomen der Warenästhetik. In: Forum Typografie Arbeitskreis Hamburg (Hrsg.): Sprache wird Bild. 9. Bundestreffen des Forum Typografie in Hamburg 1992. Mainz: Vlg. Hermann Schmidt 1993, ISBN 3-87439-295-3, S. 5–13.
- Als Herausgeber: Das Kalenderbuch der Büchergilde Gutenberg. Illustration und literarische Zeichnung. Frankfurt am Main: Büchergilde Gutenberg 1998, ISBN 978-3-7632-4801-8.

## Gestaltete Werke (Auswahl)
- Fritz Schimmer: Rangerhöhung der Fotografie. Halle a.d. Saale: Knapp 1956. [Erste eigenverantwortlich gestaltete Publikation.]
- Colette: Chéri und Chéris Ende. Büchergilde Gutenberg, [Frankfurt am Main] 1960. [Erste in der BRD gestaltete Publikation.]
- John Steinbeck: Die Straße der Ölsardinen. Büchergilde Gutenberg, [Frankfurt am Main] 1960. [Erste Auszeichnung als Schönstes Buch.]
- Fußballweltmeisterschaft England 1966. Hrsg.: Dt. Fußball-Bund. Zusammengestellt von Wilfried Gerhardt. Büchergilde Gutenberg, Frankfurt am Main 1966.
- Carl Gustaf Ströhm (Hrsg.): Vom Zarenreich zur Sowjetmacht. Russland 1917–1967. Büchergilde Gutenberg, Frankfurt am Main (u. a.) 1967.
- Raymond Cartier (Hrsg.): Der Zweite Weltkrieg. Büchergilde Gutenberg, Frankfurt am Main 1968.
- François Villon: Das große Testament. Übers. v. Walter Widmer. Büchergilde Gutenberg, Frankfurt am Main (u. a.) 1970.
- Thilo Koch: Die goldenen Zwanziger Jahre. Frankfurt am Main: Athenaion 1970.
- Ulrich Plenzdorf: Die neuen Leiden des jungen W. Büchergilde Gutenberg, Frankfurt am Main (u. a.) 1974.
- Katherine Mansfield: An der Bucht / Das Gartenfest. Zwei Erzählungen. Büchergilde Gutenberg, Frankfurt am Main 1988.
- Juergen Seuss, Ansgar Walk (Hrsg.): Salute, GB! Das Wagnis des Unbequemen. Erinnerungen an Günter Böhmer (1911–1986). Brennglas, Assenheim 1986.
- [Buchreihe] Die graphischen Bücher. Erstlingswerke deutscher Autoren des 20. Jahrhunderts. 46 Bände. Faber & Faber, Leipzig 1992–2023.
- [Buchreihe] Die DDR-Bibliothek. 25 Bände. Faber & Faber, Leipzig 1995–2003.
- John Dieter Brinks (Hrsg.): Vom Ornament zur Linie. Der frühe Insel-Verlag 1899 bis 1924. Ein Beitrag zur Buchästhetik im frühen 20. Jahrhundert. BrennGlas, Assenheim 2000.

## Auszeichnungen (Auswahl)
- Diverse Auszeichnungen im Wettbewerb „Die schönsten deutschen Bücher“, erstmals 1960
- Gutenberg-Preis der Stadt Leipzig 1992